# Pidlîpți, Zolociv
Pidlîpți (în ucraineană Підлипці) este localitatea de reședință a comunei Pidlîpți din raionul Zolociv, regiunea Liov, Ucraina.

## Demografie
Componența lingvistică a localității Pidlîpți
     Ucraineană (99,91%)
     Alte limbi (0,09%)
Conform recensământului din 2001, majoritatea populației localității Pidlîpți era vorbitoare de ucraineană (99,91%), existând în minoritate și vorbitori de alte limbi.